# Dingé
Dingé est une commune française située dans le département d'Ille-et-Vilaine en région Bretagne, peuplée de 1 690 habitants.

## Géographie
Commune de Haute-Bretagne, Dingé est située entre Rennes et Saint-Malo, en Ille-et-Vilaine, à proximité de Combourg.

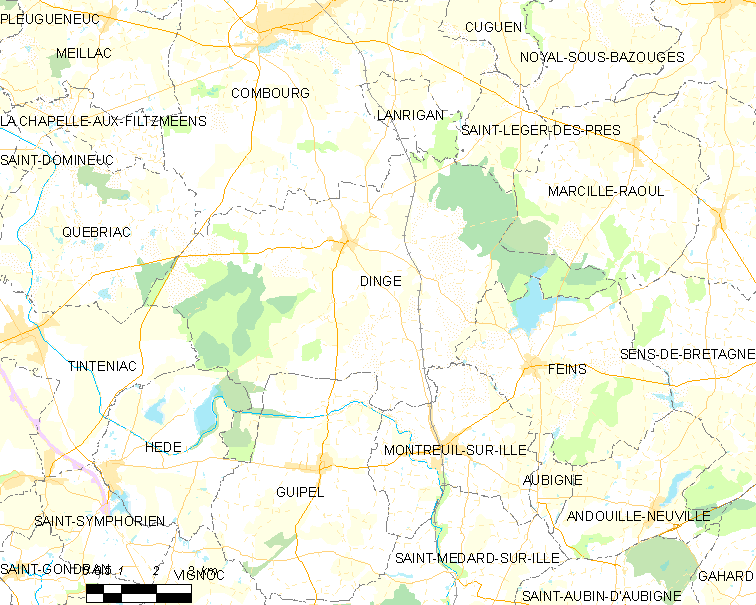
Carte de la commune.

| Combourg            | Lanrigan | Saint-Léger-des-Prés  |
| Québriac, Tinténiac | Dingé    | Marcillé-Raoul, Feins |
| Hédé-Bazouges       | Guipel   | Montreuil-sur-Ille    |

### Hydrographie
Pour un article plus général, voir Réseau hydrographique d'Ille-et-Vilaine.
La commune est située dans le bassin Loire-Bretagne. Elle est drainée par le canal d'Ille et Rance, l'Ille, la Donac, la rigole du Boulet, le Beaumarchais, le Moulin Neuf, l'Étang de Poidevin, la rigole de Landehuan, la rigole de Tanouarn, la rigole du chênay piguelais, le Bourgouët, le Fougeray, le ruisseau de Boulet, le ruisseau de la Ferme de bourgouët, le ruisseau de Tanouarn et le ruisseau des Bois hanniers,,.
Le canal d'Ille-et-Rance est un canal, chenal et un cours d'eau naturel navigable, d'une longueur de 84 km, prend sa source dans la commune de Montreuil-sur-Ille et se jette  dans l'Ille à Saint-Grégoire, après avoir traversé 25 communes. 
L'Ille, d'une longueur de 49 km, prend sa source dans la commune  et se jette  dans la Vilaine à Rennes, après avoir traversé onze communes. 
La Donac, d'une longueur de 18 km, prend sa source dans la commune  et se jette  dans le Canal d'Ille-et-Rance  à Pleugueneuc, après avoir traversé sept communes. 
La rigole du Boulet, d'une longueur de 17 km, prend sa source dans la commune  et se jette  dans le Canal d'Ille-et-Rance  à Guipel, après avoir traversé trois communes. 
Quatre plans d'eau complètent le réseau hydrographique : l'étang aux Moines (8,55 ha), l'étang de Boulet, d'une superficie totale de 111,2 ha (9,01 ha sur la commune), l'étang de Poidevin (3,09 ha) et l'étang du Pont au Marquis (9 ha),.

### Climat
Pour des articles plus généraux, voir Climat de la Bretagne et Climat d'Ille-et-Vilaine.
En 2010, le climat de la commune est de type climat océanique altéré, selon une étude du CNRS s'appuyant sur une série de données couvrant la période 1971-2000. En 2020, Météo-France publie une typologie des climats de la France métropolitaine dans laquelle la commune est exposée à un climat océanique et est dans la région climatique  Bretagne orientale et méridionale, Pays nantais, Vendée, caractérisée par une faible pluviométrie en été et une bonne insolation. Parallèlement l'observatoire de l'environnement en Bretagne publie en 2020 un zonage climatique de la région Bretagne, s'appuyant sur des données de Météo-France de 2009. La commune est, selon ce zonage, dans la zone « Intérieur Est », avec des hivers frais, des étés chauds et des pluies modérées.  
Pour la période 1971-2000, la température annuelle moyenne est de 11,2 °C, avec une amplitude thermique annuelle de 12,7 °C. Le cumul annuel moyen de précipitations est de 767 mm, avec 12,5 jours de précipitations en janvier et 7,1 jours en juillet. Pour la période 1991-2020, la température moyenne annuelle observée sur la station météorologique la plus proche, située sur la commune de Feins à 6 km à vol d'oiseau, est de 11,9 °C et le cumul annuel moyen de précipitations est de 816,2 mm,. Pour l'avenir, les paramètres climatiques de la commune estimés pour 2050 selon différents scénarios d'émission de gaz à effet de serre sont consultables sur un site dédié publié par Météo-France en novembre 2022.

## Urbanisme

### Typologie
Au 1er janvier 2024, Dingé est catégorisée commune rurale à habitat dispersé, selon la nouvelle grille communale de densité à sept niveaux définie par l'Insee en 2022.
Elle est située hors unité urbaine. Par ailleurs la commune fait partie de l'aire d'attraction de Rennes, dont elle est une commune de la couronne,. Cette aire, qui regroupe 183 communes, est catégorisée dans les aires de 700 000 habitants ou plus (hors Paris),.

### Occupation des sols
L'occupation des sols de la commune, telle qu'elle ressort de la base de données européenne d'occupation biophysique des sols Corine Land Cover (CLC), est marquée par l'importance des territoires agricoles (69,5 % en 2018), une proportion sensiblement équivalente à celle de 1990 (69,2 %). La répartition détaillée en 2018 est la suivante : 
zones agricoles hétérogènes (42,2 %), forêts (28,3 %), terres arables (18,7 %), prairies (8,6 %), milieux à végétation arbustive et/ou herbacée (1,3 %), zones urbanisées (0,7 %), eaux continentales (0,2 %). L'évolution de l'occupation des sols de la commune et de ses infrastructures peut être observée sur les différentes représentations cartographiques du territoire : la carte de Cassini (XVIIIe siècle), la carte d'état-major (1820-1866) et les cartes ou photos aériennes de l'IGN pour la période actuelle (1950 à aujourd'hui).

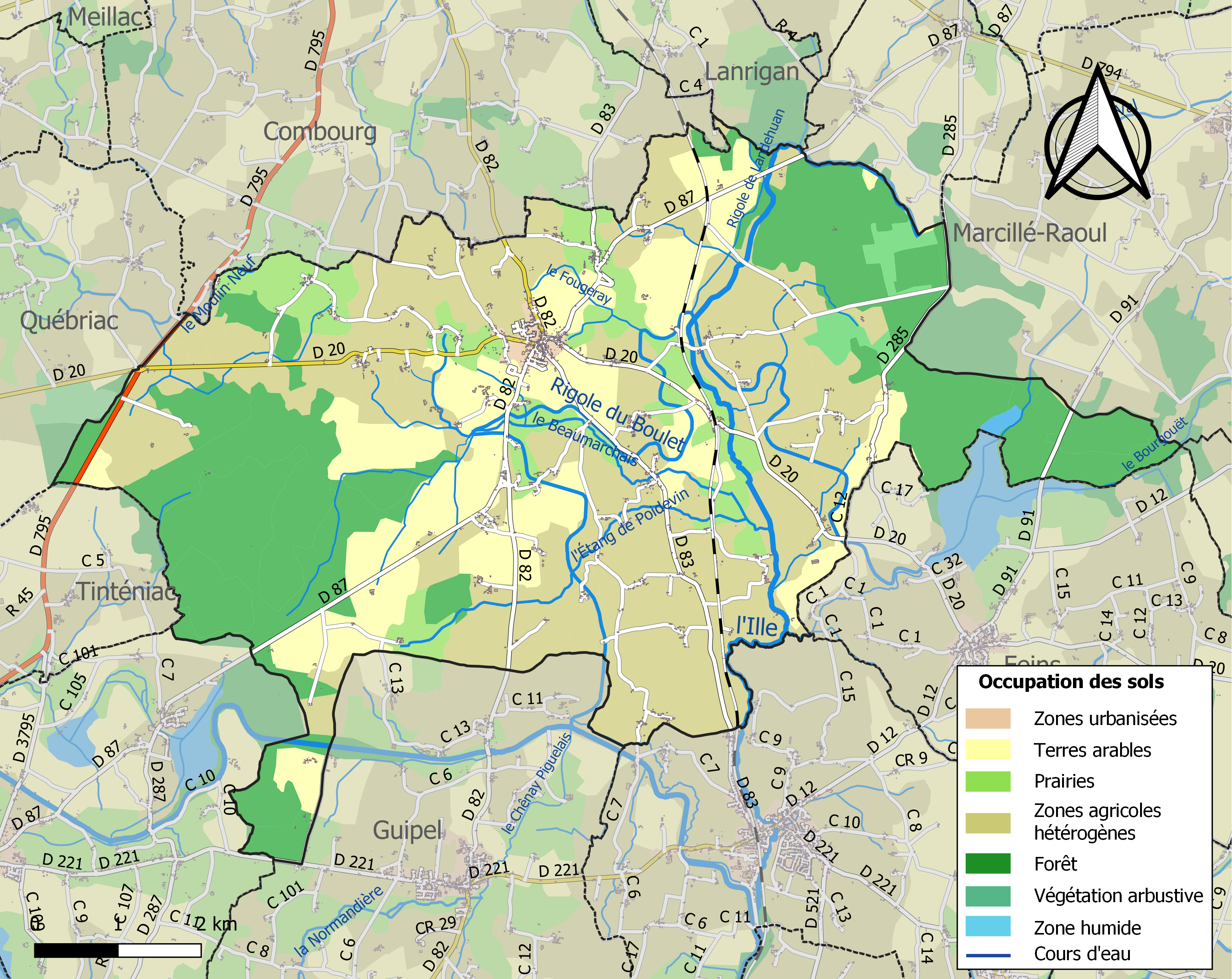
Carte des infrastructures et de l'occupation des sols de la commune en 2018 (CLC).

## Toponymie
Le nom de la localité est attesté sous les formes Dingiaco en 1080 et en 1122, Dingeum en 1146, Dinge en 1199 et 1453,.
Le nom est formé du gaulois din « eau »[source insuffisante], mais on ne voit pas comment analyser la mécoupe -giaco > -gé. En outre, *din « eau » est absent des dictionnaires de la langue gauloise.
Il s'agit d'un type toponymique gallo-roman en -(i)acum, comme le montrent d'ailleurs les formes anciennes latinisées de 1080 et de 1122 qu'Albert Dauzat ne connaissait pas. En effet, le suffixe -(i)acum a régulièrement abouti à la terminaison -é, caractéristique de plusieurs centaines de noms de lieux à l'ouest de la France. Alors qu'ailleurs au nord et au centre, la terminaison est plutôt -y.
Le premier élément Ding- représente pour le même Dauzat, l'anthroponyme latin Dimius, d'où un hypothétique *Dimiacum « propriété de Dimius ». Il rapproche en outre Dingé de Dingy en Savoie, bien qu'il n'en connaissait pas non plus les formes anciennes. Cependant, certaines formes anciennes de Dingy (Dungiacus en 1227) sont effectivement proches de celles de Dingé. On interprète Dingy par *Tinciacum, toponyme basé sur le nom de personne latin Tincius, hypothèse également plus satisfaisante pour Dingé.

## Histoire
La population de la commune est favorable aux changements apportés par la Révolution française, surtout après la fin de la Terreur. La principale fête révolutionnaire est celle célébrant l'anniversaire de l'exécution de Louis XVI, accompagnée d'un serment de haine à la royauté et à l'anarchie, fêtée à partir de 1795. La fondation de la Ire République est aussi fêtée tous les ans.
Durant la Première Guerre mondiale, le village perd 84 jeunes soldats au front.

## Politique et administration

### Rattachements administratifs et électoraux
Dingé appartient à l'arrondissement de Saint-Malo depuis 2017 et au canton de Combourg depuis le redécoupage cantonal de 2014. Avant cette date, elle faisait partie du canton de Hédé.
Pour l'élection des députés, la commune fait partie depuis 1986 de la deuxième circonscription d'Ille-et-Vilaine, représentée depuis juillet 2024 par Tristan Lahais (G·s-NFP). Auparavant, elle a successivement appartenu à la circonscription de Rennes (Second Empire), la 2e circonscription de Rennes (1876-1919), la 1re circonscription de Rennes (1928-1940) et la 1re circonscription (1958-1986).

### Intercommunalité
Depuis le 6 décembre 1995, Dingé appartient à la communauté de communes Bretagne Romantique.

### Administration municipale
Le nombre d'habitants au dernier recensement étant compris entre 1 500 et 2 499, le nombre de membres du conseil municipal est de 19.

### Liste des maires
| Période                                  | Période                      | Identité                 | Étiquette   | Qualité                                                                        |
| ---------------------------------------- | ---------------------------- | ------------------------ | ----------- | ------------------------------------------------------------------------------ |
|                                          |                              | Michel François          |             |                                                                                |
| Les données manquantes sont à compléter. |                              |                          |             |                                                                                |
| Élu maire en 1912                        | ?                            | Eugène Papail            | Républicain | Propriétaire Chevalier du Mérite agricole                                      |
| décembre 1919                            | ?                            | M. Bataille              |             |                                                                                |
| 17 mai 1925                              | 25 novembre 1948 (démission) | Armand Chabot            | RGR         | Marchand de bois, résistant Conseiller général du canton de Hédé (1945 → 1949) |
| av. 1949                                 | apr. 1960                    | Émile Riollier           | Ind.G       | Menuisier                                                                      |
| av. 1965                                 | mars 1977                    | Constant Girouard        |             |                                                                                |
| mars 1977                                | 1984 (démission)             | André Arribard           |             | Agriculteur retraité, maire honoraire (1989) Chevalier du Mérite agricole      |
| 1984                                     | 24 mars 2001                 | Jean-Yves Aoustin        | DVD         | Agriculteur Suppléant du député Yvon Jacob (1993 → 1997)                       |
| 24 mars 2001                             | 24 mai 2020                  | Rémy Bourges (1947-2022) | PS          | Cadre supérieur retraité 1er vice-président de la CC Bretagne Romantique       |
| 24 mai 2020                              | 7 octobre 2020 (démission)   | Pierre Girouard          |             | Agriculteur retraité                                                           |
| 31 octobre 2020                          | décembre 2021 (démission)    | Patricia Bénis           |             | Aide médico-psychologique, ancienne 1re adjointe                               |
| 3 janvier 2022                           | En cours                     | Annabelle Quentel        |             | Commerciale, ancienne 1re adjointe                                             |

### Jumelages
- Gumiel de Izán (Espagne) depuis 1987.
- Stio (Italie) depuis 1987.

## Démographie
L'évolution du nombre d'habitants est connue à travers les recensements de la population effectués dans la commune depuis 1793. Pour les communes de moins de 10 000 habitants, une enquête de recensement portant sur toute la population est réalisée tous les cinq ans, les populations de référence des années intermédiaires étant quant à elles estimées par interpolation ou extrapolation. Pour la commune, le premier recensement exhaustif entrant dans le cadre du nouveau dispositif a été réalisé en 2007.
En 2022, la commune comptait 1 690 habitants, en évolution de +2,36 % par rapport à 2016 (Ille-et-Vilaine : +5,46 %, France hors Mayotte : +2,11 %).
| 1793  | 1800  | 1806  | 1821  | 1831  | 1836  | 1841  | 1846  | 1851  |
| ----- | ----- | ----- | ----- | ----- | ----- | ----- | ----- | ----- |
| 1 538 | 1 625 | 1 647 | 1 763 | 1 827 | 1 829 | 1 757 | 1 902 | 1 874 |

| 1856  | 1861  | 1866  | 1872  | 1876  | 1881  | 1886  | 1891  | 1896  |
| ----- | ----- | ----- | ----- | ----- | ----- | ----- | ----- | ----- |
| 1 947 | 1 892 | 2 032 | 2 108 | 2 214 | 2 249 | 2 338 | 2 511 | 2 513 |

| 1901  | 1906  | 1911  | 1921  | 1926  | 1931  | 1936  | 1946  | 1954  |
| ----- | ----- | ----- | ----- | ----- | ----- | ----- | ----- | ----- |
| 2 514 | 2 507 | 2 108 | 1 801 | 1 810 | 1 757 | 1 653 | 1 704 | 1 585 |

| 1962  | 1968  | 1975  | 1982  | 1990  | 1999  | 2006  | 2007  | 2012  |
| ----- | ----- | ----- | ----- | ----- | ----- | ----- | ----- | ----- |
| 1 512 | 1 436 | 1 259 | 1 268 | 1 265 | 1 327 | 1 472 | 1 493 | 1 653 |

| 2017  | 2022  | - | - | - | - | - | - | - |
| ----- | ----- | - | - | - | - | - | - | - |
| 1 636 | 1 690 | - | - | - | - | - | - | - |

## Économie
La commune dispose de quelques commerces : une boulangerie-pâtisserie, une épicerie, une boucherie-traiteur et un bar-tabac-PMU.

## Lieux et monuments
- Ancienne motte féodale du Plessis aux Chats vraisemblablement située au lieu-dit la Butte d'Ille et appartenant à la famille Le Chat branche issue de la famille des seigneurs de  Combourg et Dol[54].
- Le château du Plessis-au-Chat (XVIIe siècle). Le premier château date du XIe siècle et est édifié par Haimon Cattus et son père Gimondus. En 1445, est mentionnée l'existence d'un château de bois. L'ancien manoir ou château du Plessis-au-Chat appartient d'abord à la famille Le Chat alias Bouttier ; puis successivement aux familles Plesguen : en 1445 et 1552, Pierre de Plesguen le possède en 1480 ; La Haye en est propriétaire en 1580 et en 1674 ; puis à nouveau la famille Bouttier — branche des seigneurs du Boishamon en 1678 ; Thierry en 1704 ; Fresne, seigneurs de Virel au XVIIIe siècle. Le manoir du Plessix-au-Chat tirait vraisemblablement son nom de la famille Le Chat, premier seigneurs et dont le nom fut changé pour Bouttier à l'époque de Thomas Le Chat surnommé Bouttier[55], puissante famille au XIIe siècle tant à Dingé qu'à Combourg. Les seigneurs du Plessix-au-Chat, qui devaient au seigneur de Combourg une paire de gants blancs à chaque Angevine, fondèrent la chapelle voisine de leur demeure et desservie en 1663 par Julien Mary[56].
- Le manoir de Hanault ou de Hunault (XVe siècle). Propriété successive des familles Langan en 1441, Plesguen en 1540, de La Haye en 1580 et 1622, et enfin propriété de Julienne le Liepvre, veuve et donataire de Bertrand Bouttier, sieur du Boishamon.
- Église paroissiale Saint-Symphorien, œuvre néo-romane de Jacques et Jules Mellet[57].
- Marais des Petits-Vaux[58].

Le clocher-porche de l'église Saint-Symphorien.
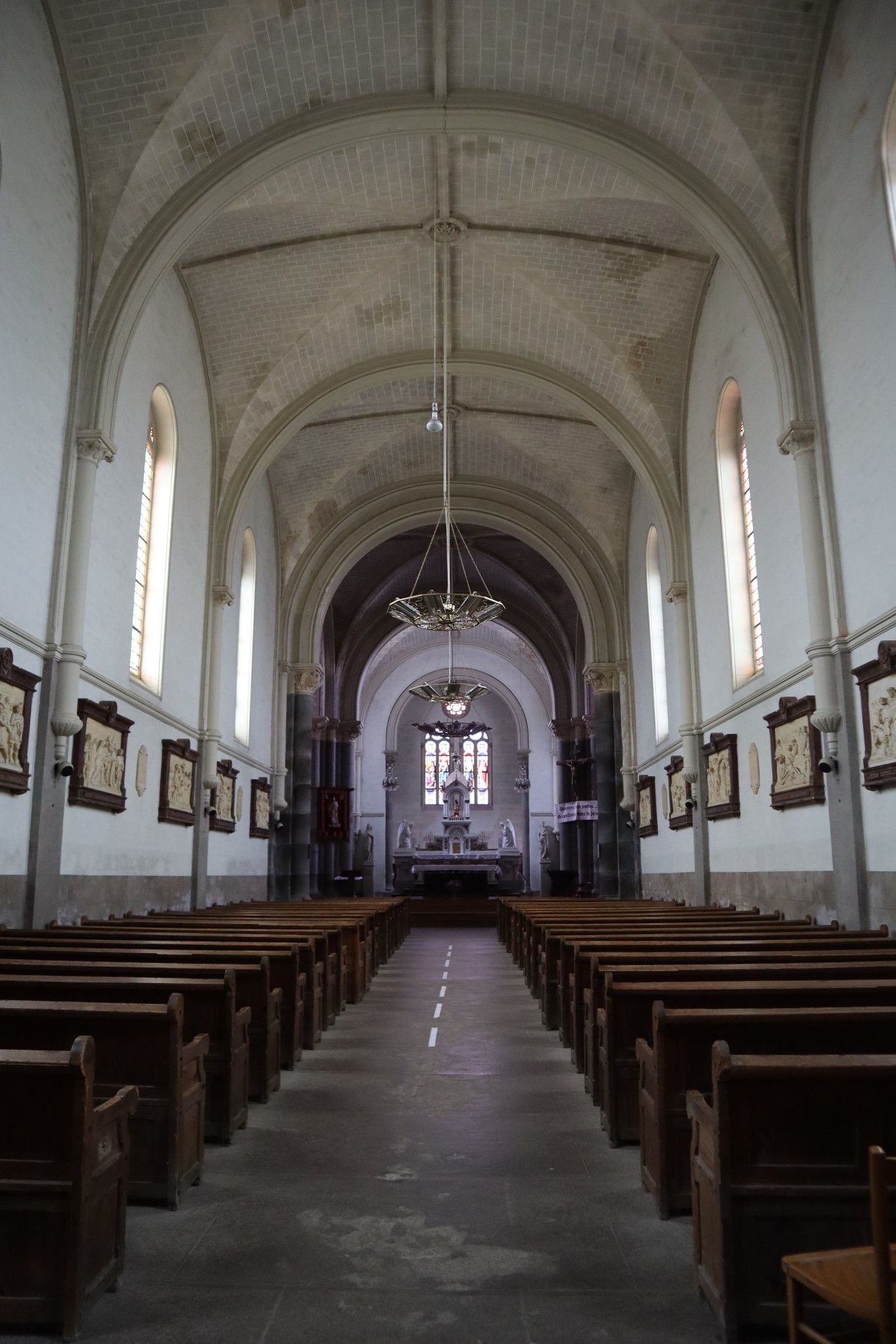
L'entrée de l'église.
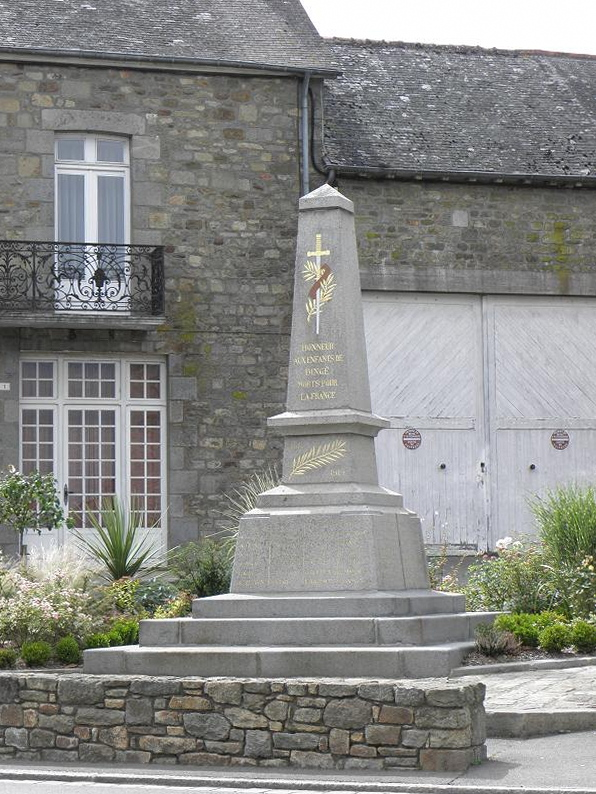
Le monument aux morts.